# 1913 في إيطاليا
فيما يلي قوائم الأحداث التي وقعت خلال عام 1913 في إيطاليا.

## رياضة
- 22 مايو – طواف إيطاليا 1913 الفائزون Carlo Oriani [الإنجليزية]‏، Maino (cycling team) [الإنجليزية]‏، Giuseppe Azzini [الإنجليزية]‏، Eberardo Pavesi [الإنجليزية]‏.

## مواليد

### يناير
- 31 يناير – ماريو جنتيلي درّاج طريق إيطالي.

### أبريل
- 14 أبريل – ليفيو فرانكيتشيني لاعب كرة سلة إيطالي.

### مايو
- 20 مايو – أرماندو لاتيني دراج إيطالي.

### أغسطس
- 22 أغسطس – برونو بونتيكورفو

### سبتمبر
- 8 سبتمبر – والتر جينيراتي درّاج طريق إيطالي.
- 22 سبتمبر – جيوفاني فالتي درّاج طريق إيطالي.
- 29 سبتمبر – سيلفيو بيولا لاعب ومدرب كرة قدم إيطالي.

## وفيات

### يناير
- 1 يناير – فريدرك بوكل (مواليد 1865) فيزيائي ألماني.

### مارس
- 22 مارس – روجيرو أودي (مواليد 1864)

### مايو
- 9 مايو – جيانينو كامبيريو (مواليد 1876) لاعب كرة قدم إيطالي.